# アメリカコガラ
アメリカコガラ（学名：Poecile atricapillus）は、スズメ目シジュウカラ科に分類される鳥類の一種。

## 生態
全長13cm程度の大きさのアメリカ大陸北部に分布する留鳥。広葉樹林に群れを成して生活する。同じコガラの名を持つカロライナコガラとは南部と北部で棲み分けており、生息域が重なる区域は少ない。カロライナコガラとは、喉元の黒色模様が真っ直ぐではないのと、一部の羽が白っぽい部分が異なる。近年の研究で、その鳴き声が複雑で様々な情報を持つことがわかった。

## 分布
アメリカ合衆国、カナダ